# Kattau (Gemeinde Meiseldorf)
Kattau ist eine Ortschaft und eine Katastralgemeinde der Gemeinde Meiseldorf im Bezirk Horn in Niederösterreich.

## Siedlungsentwicklung
Zum Jahreswechsel 1979/1980 befanden sich in der Katastralgemeinde Kattau insgesamt 178 Bauflächen mit 71.517 m² und 244 Gärten auf 366.970 m², 1989/1990 gab es 187 Bauflächen. 1999/2000 war die Zahl der Bauflächen auf 486 angewachsen und 2009/2010 bestanden 255 Gebäude auf 511 Bauflächen.

## Geschichte
Laut Adressbuch von Österreich waren im Jahr 1938 in der Ortsgemeinde Kattau ein Bäcker, ein Fleischer mit Gastwirtschaft, zwei Gemischtwarenhändler, ein Maurermeister, ein Sattler, zwei Schmiede, zwei Schuster, eine Sparkasse, zwei Tischler, zwei Wagner und mehrere Landwirte ansässig. Zudem gab es eine Mühle mit Sägewerk.

## Bodennutzung
Die Katastralgemeinde ist landwirtschaftlich geprägt. 800 Hektar wurden zum Jahreswechsel 1979/1980 landwirtschaftlich genutzt und 465 Hektar waren forstwirtschaftlich geführte Waldflächen. 1999/2000 wurde auf 798 Hektar Landwirtschaft betrieben und 481 Hektar waren als forstwirtschaftlich genutzte Flächen ausgewiesen. Ende 2018 waren 753 Hektar als landwirtschaftliche Flächen genutzt und Forstwirtschaft wurde auf 479 Hektar betrieben. Die durchschnittliche Bodenklimazahl von Kattau beträgt 44,1 (Stand 2010).